# Diga di Kumokawa
La diga di Kumokawa (笹生川ダム?, Kumokawa damu) è una diga vicino alla città di Fukui, nella prefettura omonima, in Giappone. Fu completata nel 1957.